# Wilfried Rinke
Wilfried Rinke (* 4. Februar 1931 in Salzderhelden bei Einbeck; † 21. März 2025) war ein deutscher Agrar- und Brauwissenschaftler. Er war neben seiner Tätigkeit als Geschäftsführer der Holsten-Brauerei von 1980 bis 1989 Präsident der Versuchs- und Lehranstalt für Brauerei (VLB).

## Leben
1955 begann Rinke in Berlin ein Studium der Brauereitechnologie. 1961 dissertierte er bei Paul Kolbach Über die extraktbildenden Stoffe der Biertreber an der Fakultät für Landbau der TU Berlin.
Anschließend war er in der Holsten-Brauerei AG in Hamburg tätig, deren Vorstand er bis 1999 angehörte. Von 1980 bis 1988 war er Vorsitzender des Verwaltungsrates der VLB in Berlin. In seine
Amtszeit fiel die für die VLB wirtschaftlich schwierige Zeit, in der die Hochschul-Brauerei verkauft werden musste. Rinke gelang es dennoch, 1988 eine neu aufgestellte VLB an seinen Nachfolger Axel Th. Simon zu übergeben. 1999 wurde er zum ersten Ehrenpräsidenten der VLB ernannt.
Wilfried Rinke gründete zusammen mit seiner Frau die Dr. Wilfried und Gisela Rinke Stiftung und fördert damit den Ausbau und die Erhaltung des wissenschaftlichen Literaturbestandes der Staats- und Universitätsbibliothek Hamburg.
Er war Mitglied des 
Corps Teutonia der Cimbern und Teutonen Berlin (später Corps Berlin) und des Corps Altsachsen Dresden.

## Schriften (Auswahl)
- 1967: Das Bier. (= Grundlagen und Fortschritte der Lebensmitteluntersuchung Band 10)

## Ehrungen
- Wilfried-Rinke Brauerei-Technikum[5]
- VLB-Ehrennadel in Gold[6]